# Mimas pallida-marginepuncta
Mimas pallida-marginepuncta är en fjärilsart som beskrevs av Tutt 1902. Mimas pallida-marginepuncta ingår i släktet Mimas och familjen svärmare. Inga underarter finns listade i Catalogue of Life.